# Vista Hermosa, Zacapu
Vista Hermosa är en ort i Mexiko.   Den ligger i kommunen Zacapu och delstaten Michoacán de Ocampo, i den centrala delen av landet, 290 km väster om huvudstaden Mexico City. Vista Hermosa ligger 2 338 meter över havet och antalet invånare är 348.
Terrängen runt Vista Hermosa är kuperad, och sluttar norrut. Runt Vista Hermosa är det ganska tätbefolkat, med 72 invånare per kvadratkilometer. Närmaste större samhälle är Zacapú, 12,1 km öster om Vista Hermosa. I omgivningarna runt Vista Hermosa växer i huvudsak blandskog.